# Ениярви
Ениярви — озеро на территории сельского поселения Алакуртти Кандалакшского района Мурманской области.

## Общие сведения
Площадь озера — 1,4 км², площадь водосборного бассейна — 9 км². Располагается на высоте 247,5 метров над уровнем моря.
Форма озера лопастная, овальная: немного вытянуто с запада на юго-восток. Берега каменисто-песчаные, преимущественно возвышенные, местами скалистые.
Из восточной стороны озера вытекает безымянный водоток, втекающий в озеро Аутиоярви, через которое протекает река Тенниёйоки, которая вскоре пересекает госграницу и далее течёт по территории Финляндии, в итоге попадая в Ботнический залив.
Озеро расположено в 6 км от Российско-финляндской границы.
Код объекта в государственном водном реестре — 02020020011102000009396.